# Темістоклея
Темістоклея (дав.-гр. Θεμιστόκλεια VI століття до н. е.) — дельфійська жриця, згідно зі збереженими джерелами — учителька Піфагора.
Діоген Лаертський у своїй праці «Про життя, вчення і вислови знаменитих філософів» (III століття до н. е.) цитує твердження Аристоксена (IV століття до н. е.), згідно з яким Темістоклея вчила Піфагора його моральним доктринам: «Аристоксен каже, що Піфагор отримав більшу частину своїх моральних доктрин від дельфійської жриці Темістоклеї».
Філософ Порфирій (233—305 роки) називає її Арістоклея, хоча немає сумнівів у тому, що він має на увазі ту саму людину. Порфирій повторює твердження, згідно з яким вона була вчителем Піфагора: «Він (Піфагор) навчався і багато чого іншого, чого, як він стверджував, він навчився у Аристоклеї в Дельфах».
Енциклопедія Суда X століття називає її Теоклеєю і заявляє, що вона була сестрою Піфагора, але ця інформація, мабуть, виникла через недорозуміння тексту Діогена.